# Giesensdorf
Giesensdorf település Németországban, Schleswig-Holstein tartományban. Lakosainak száma 164 fő (2023. december 31.).

## Népesség
A település népességének változása:
| Lakosok száma | 86   | 147  | 149  | 157  | 175  | 164  |
|               | 1975 | 2017 | 2019 | 2021 | 2022 | 2023 |